# Diathrausta picata
Diathrausta picata là một loài bướm đêm trong họ Crambidae.